# Duamutef

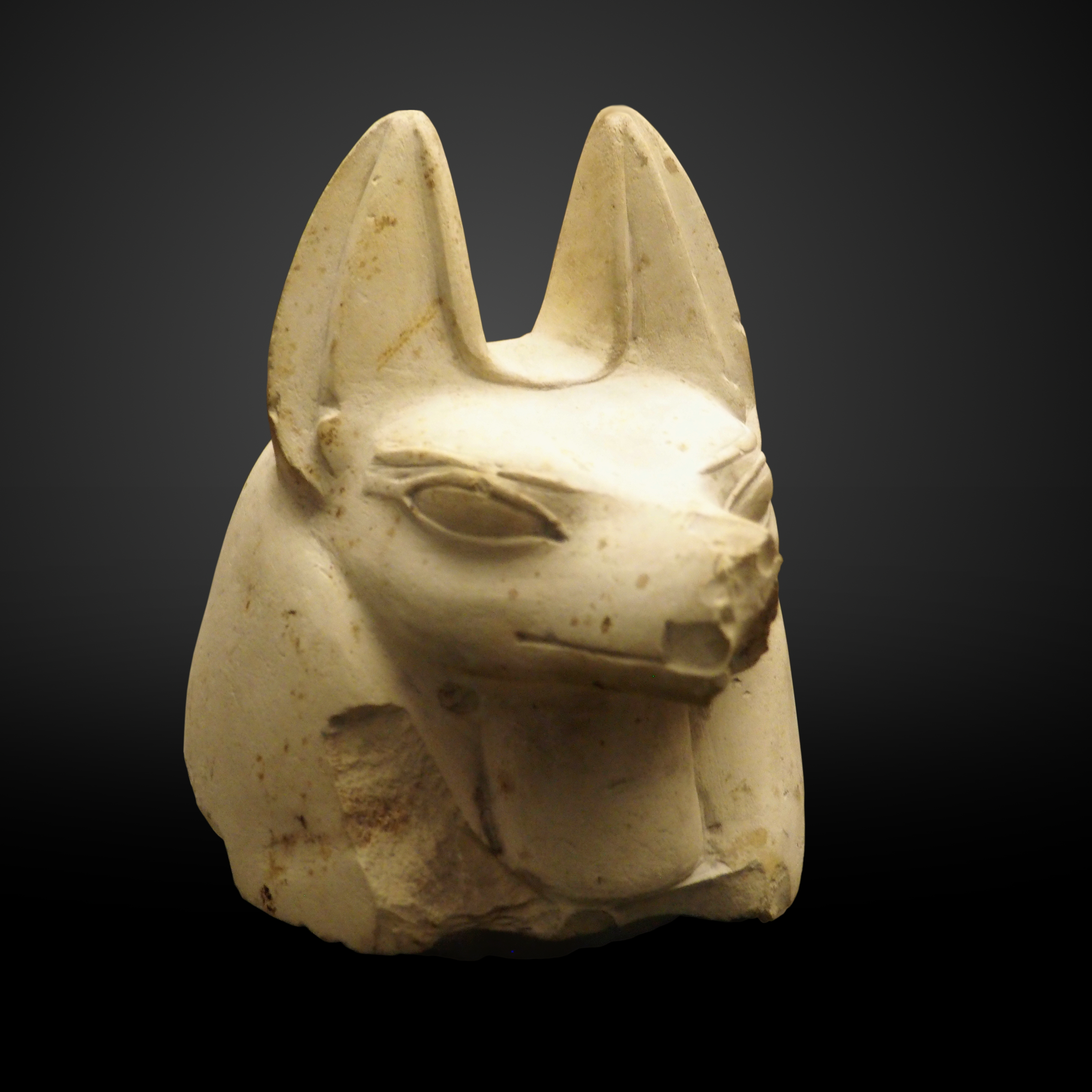
Duamutef gravurna.

Duamutef var i egyptisk mytologi en av guden Horus och dennes hustru Isis fyra söner (horussönerna). De andra tre var Imset, Hapy och Qebehsemuf.
Begravningen av guden Osiris innehöll mycket invecklad symbolik och utgjorde en förebild för jordiska begravningsriter. I denna begravning var Duamutef den gud med schakalhuvud i sarkofagens östra hörn som bevakade kanopen med den balsamerade magen.
De fyra sönernas huvuden förekommer ibland på de egyptiska begravningsurnornas (kanopernas) lock.